# Зуёвское сельское поселение
Зуёвское се́льское поселе́ние — муниципальное образование в составе Зуевского района Кировской области России.
Административный центр — деревня Зуи.

## История
В начале 1920-х годов в составе Сезеновской волости Слободского уезда был образован Зуевский сельсовет. По переписи 1926 года население сельсовета составляло 2330 человек, в него входили 14 населённых пунктов: деревни Балобанцы, Бутусы, Зеленичана, Зуи, Микрюки, Низяна, Сизи, Субботы, Удалые, Б. Черноусы; хутор Васильевский; усадьба Ком.дом № 2062; железнодорожная Будка и Водокачка ст. Зуевка. В 1939 году центром сельсовета являлась деревня Черноусы. В 1950 году в составе сельсовета числилось 13 населённых пунктов с населением 1358 чел. По данным 1978 года в сельсовете осталось 13 населённых пунктов с центром в деревне Зуи. В 1997 году Зуевский сельсовет преобразован в Зуевский сельский округ в составе 8 населённых пунктов.
1 января 2006 года в соответствии с Законом Кировской области от 07.12.2004 № 284-ЗО образовано Зуёвское сельское поселение, в него вошла территория бывшего Зуевского сельского округа.

## Население
| 2010 | 2012 | 2013 | 2014 | 2015 | 2016 | 2017 |
| ---- | ---- | ---- | ---- | ---- | ---- | ---- |
| 542  | ↘501 | ↗503 | ↗504 | ↘483 | ↘472 | ↘455 |
| 2018 | 2019 | 2020 | 2021 |      |      |      |
| ↘444 | ↘424 | ↘415 | ↘358 |      |      |      |

## Состав сельского поселения
| № | Населённый пункт | Тип населённого пункта          | Население |
| - | ---------------- | ------------------------------- | --------- |
| 1 | Бяки             | деревня                         | 9         |
| 2 | Вавиленки        | деревня                         | 20        |
| 3 | Вознесенцы       | деревня                         | 20        |
| 4 | Вотинцы          | деревня                         | 21        |
| 5 | Зуи              | деревня, административный центр | ↘466      |
| 6 | Микрюки          | деревня                         | 1         |
| 7 | Субботы          | деревня                         | 4         |
| 8 | Удалые           | деревня                         | 1         |